# علم الكون الوتري
إن علم الكون الوتري (بالإنجليزية: String cosmology)‏ هو حقل جديد نسبياً والذي يحاول أن يطبق معادلات نظرية الأوتار لحل أسئلة علم الكون المبكر. إن أحد الفروع المتعلقة بهذا الموضوع هو علم الكون البريني Brane cosmology.